# Bulbophyllum hastiferum
Bulbophyllum hastiferum là một loài phong lan thuộc chi Bulbophyllum.